# Götz Dieter Plage
Götz Dieter Plage (* 14. Mai 1936 in Beelitz; † 3. April 1993 auf Sumatra) war ein deutscher Naturfilmer, der national wie international hohes Renommee besaß.

## Leben
Plage wurde 1972 international bekannt, als er mit seinen Kollegen Iain Douglas-Hamilton und Lee Lyon einen wildgewordenen Elefanten in Manyara, Tansania filmte und dabei nur knapp mit dem Leben davonkam, als der Elefant ihn umrennen wollte. In der Folgezeit arbeitete er für bekannte Tierfilmer wie Bernhard Grzimek, Heinz Sielmann oder Alan Root. Seine Aufnahmen entstanden meist unter lebensgefährlichen Umständen, wie bei einem Film aus dem Kongo, wo er im Gebiet der Virunga-Vulkane Gorillababys filmte und dabei von einem wütenden Gorillamann angegriffen wurde. Viele von Plages Dokumentationen wurden in den Sendereihen Abenteuer Wildnis (ARD), Survival (ITV Network) und Built For The Kill (National Geographic Channel) gezeigt und sind preisgekrönt. Gerade für Survival Anglia drehte er fast 20 Jahre lang erfolgreiche Tierdokumentationen, wie Gorilla (1974), Among the Elephants (1975), Orangutan Orphans of the Forest (1976), The Leopard That Changed Its Spots (1979) und Cold on the Equator (1988). Sein letzter fertiggestellter Film war The Secret World of Bats, der 1992 in den USA Premiere hatte. Im April 1993 kostete ihn ein Experiment über dem Blätterdach von Indonesien das Leben. Mit einem Miniaturluftschiff-Prototypen flog er über den Urwald von Sumatra und wollte Tiere filmen. Beim Versuch, eine Kamera zu bergen, die sich im Geäst verfangen hatte, fiel er aus dem Luftschiff und verunglückte tödlich. Dieses tragische Ereignis ist ein zentrales Thema der Dokumentation The White Diamond von Werner Herzog aus dem Jahre 2004, die Herzog zusammen mit Graham Dorrington in Guyana drehte.